# 697 Галилеја
697 Галилеја (енгл. 697 Galilea) је астероид главног астероидног појаса са пречником од приближно 80,14 .
Афел астероида је на удаљености од 3,330 астрономских јединица (АЈ) од Сунца, а перихел на 2,428 АЈ.
Ексцентрицитет орбите износи 0,156, инклинација (нагиб) орбите у односу на раван еклиптике 15,148 степени, а орбитални период износи 1784,494 дана (4,885 године).
Апсолутна магнитуда астероида је 9,63 а геометријски албедо 0,038.
Астероид је откривен 14. фебруара 1910. године.